# Edward Woodward
Edward Albert Arthur Woodward (Croydon, 1 juni 1930 - Truro (Cornwall), 16 november 2009) was een Engels acteur en zanger.

## Filmografie
- Hot Fuzz (2007)
- The Abduction Club (2002)
- La Femme Nikita (2001)
- Marcie's Dowry (1999)
- The House of Angelo (1997)
- Deadly Advice (1993)
- Mister Johnson (1990)
- Alfred Hitchcock Presents (1988)
- King David (1985)
- Champions (1984)
- Love Is Forever (1983)
- Who Dares Wins (1982)
- The Appointment (1981)
- Stand Up, Virgin Soldiers (1977)
- Three for All (1975)
- Callan (1974)
- The Wicker Man (1973)
- Young Winston (1972)
- Sitting Target (1972)
- Incense for the Damned (1970)
- The File of the Golden Goose (1969)
- Becket (1964)
- Inn for Trouble (1960)
- Where There's a Will (1955)

## Prijzen en nominaties
- 1970 - BAFTA TV Award
  - Gewonnen: Beste acteur (Callan)
- 1980 - AFI Award
  - Genomineerd: Beste acteur (Breaker Morant)
- 1987 - Golden Globe
  - Gewonnen: Beste acteur in een serie (The Equalizer)
- 1989 - Emmy Award
  - Genomineerd: Beste acteur in een serie (Alfred Hitchcock Presents)
  - Genomineerd: Beste acteur in een serie (The Equalizer)